# 潘珍 (阮朝)
潘珍（越南语：／，1862年—1934年），越南阮朝官員。

## 生平
潘珍是廣南省奠磐府延福縣保安社（今屬廣南省奠磐市社奠安坊）人，嗣德十五年（1862年）出生。同慶三年（1888年），參加承天場鄉試，考中舉人。成泰七年（1895年），潘珍會試中格，庭試考中副榜。後任延慶知府。成泰十一年（1899年），潘珍辭官歸鄉。
保大九年（1934年），潘珍去世。

## 家庭
- 妻黃氏麗，總督黃耀之女。
- 子潘瓌，越南詩人、教授、革命家。